# Neohydrocoptus rubescens
Neohydrocoptus rubescens là một loài bọ cánh cứng trong họ Noteridae. Loài này được Clark miêu tả khoa học đầu tiên năm 1863.